# 트리폴리 호수 (알고마 지구)
트리폴리 호수(Triopli Lake)는 캐나다 온타리오 북동부의 알고마 지구(레이크 슈페리어 배수지역)에 위치해 있다. 이 호수는 약 2.1킬로미터(1.3마일) 길이와 0.9킬로미터(0.6마일) 폭을 가지며 해발고도는 422미터(1,385피트)에 위치해 있다. 캐나디안 퍼시픽 철도 횡단본선이 호수의 남서쪽 끝 부근을 통과한다.
트리폴리 호수의 주요 유입은 서쪽 트리폴리 호수로부터의 명명되지 않은 개울이며, 주요 배출은 트리폴리 크릭으로 흐르며, 이 크릭은 맥파이 강을 통해 슈퍼리어 호수로 유입된다.